# Barry Jackson (Schauspieler)
Barry Jackson (* 29. März 1938 in Birmingham; † 5. Dezember 2013 in London) war ein britischer Schauspieler.

## Leben
In einem Zeitraum von über 50 Jahren spielte Barry Jackson in über 125 britischen Film- und Fernsehproduktionen mit. Unter anderem trat er in den Serien Poldark, Doctor Who oder Lovejoy auf. In dem alljährlich zu Weihnachten wiederholten Fernsehfilm Der kleine Lord spielte er die Rolle des Kutschers Hustings. Darüber hinaus wurde er durch Auftritte in mehreren Kinofilmen wie Ryans Tochter, Barry Lyndon, Wimbledon – Spiel, Satz und … Liebe oder auch Schlacht in den Wolken bekannt. Dem deutschen Publikum wurde er insbesondere durch seine Rolle als Rechtsmediziner Dr. George Bullard in der populären Krimi-Reihe Inspector Barnaby ein Begriff, die er von 1997 bis 2011 in 76 Folgen verkörperte.
Er starb am 5. Dezember 2013 im Alter von 75 Jahren in London an Krebs.

## Filmografie (Auswahl)
- 1962–1975: Task Force Police (Z-Cars, TV-Serie, 7 Folgen)
- 1965: Strangler’s Web
- 1965–1979: Doctor Who (TV-Serie, 6 Folgen)
- 1968: Ereignisse beim Bewachen der Bofors-Kanone (The Bofors Gun)
- 1969: Alfred der Große – Bezwinger der Wikinger (Alfred the Great)
- 1969–1973: Task Force Police (Softly Softly: Task Force, TV-Serie, 3 Folgen)
- 1970: Ryans Tochter (Ryan’s Daughter)
- 1971: Paul Temple (TV-Serie, 1 Folge)
- 1971: Der wütende Mond (The Raging Moon)
- 1973: Black Beauty (TV-Serie, 1 Folge)
- 1973–1977: Crown Court (TV-Serie, 7 Folgen)
- 1975: Barry Lyndon
- 1975–1976: Poldark (TV-Serie, 2 Folgen)
- 1976: Mit Schirm, Charme und Melone  (The New Avengers, TV-Serie, 1 Folge)
- 1976: Schlacht in den Wolken (Aces High)
- 1976: The Morning Spider
- 1976–1978: Die Onedin-Linie (The Onedin Line, TV-Serie, 1 Folge)
- 1978: Coronation Street (TV-Serie, 4 Folgen)
- 1978: Die Profis (The Professionals, TV-Serie, 1 Folge)
- 1980: Der kleine Lord (Little Lord Fauntleroy)
- 1980–1989: Der Doktor und das liebe Vieh (All Creaturs Great and Small, TV-Serie, 2 Folgen)
- 1981: Der Bunker (The Bunker) (TV)
- 1984–1994: Der Aufpasser (Minder, TV-Serie, 2 Folgen)
- 1990: Casualty (TV-Serie, 1 Folge)
- 1990: Jim Bergerac ermittelt (Bergerac, TV-Serie, 1 Folge)
- 1997: Silent Witness (TV-Serie, 2 Folgen)
- 1997–2011: Inspector Barnaby (TV-Serien, 76 Folgen)
- 2004: Wimbledon – Spiel, Satz und … Liebe (Wimbledon)
- 2005–2012: Doctors (TV-Serie, 4 Folgen)